# Mitrapsylla ceplaciensis
Mitrapsylla ceplaciensis is een halfvleugelig insect uit de familie bladvlooien (Psyllidae). De wetenschappelijke naam van deze soort werd voor het eerst geldig gepubliceerd door White en Hodkinsonin 1980.